# Терещковская волость (Сумский уезд)
Терещковская волость — административно-территориальная единица Сумского уезда Харьковской губернии в составе Российской империи. Административный центр — слобода Терещковка.
В состав волости входило 738 дворов в 21-м поселении 22-х сельских общин.
В 1885 году в волости проживало 2364 человек мужского пола и 2322 — женского. Крупнейшие поселения волости по состоянию на 1914 год:
- село Терешковка — 8251 житель;
- село Шпилёвка — 2035 жителей.

Старшиной волости являлся Алексей Иванович Войтенко, волостным писарем был Самойло Степанович Галун, председателем волостного суда — Трофим Ефимович Деменко.